# 饮马湖号半潜船
飲馬湖號半潛船（舷號：834，原舷號：868，設計代號：H1183）是中國人民解放軍海軍服役的一艘半潛船，屬於711型。該船由中船黃埔文沖船舶有限公司建造，於2015年正式服役，最初命名為「東海島」號，後更名為「飲馬湖」號。
本艦具有成建制整體投送武器平台的能力，可搭載歐洲野牛級氣墊登陸艇、直升機、兩棲裝甲車與工程裝備，支援兩棲作戰與登陸行動。其設計功能類似於美國的蒙特福特角級半潛船，但體型略小，靈活性更高。

## 設計特徵
飲馬湖號主甲板長度超過100公尺，寬度逾30公尺，滿載排水量約34,500噸。船體兩端高凸，中段低凹平直，船艏略微上翹。底部設有數十個壓載水艙，可透過進排水來實現船體的半潛狀態，讓主甲板進入水面下進行裝卸作業。
甲板上設有3根垂直定位柱，除可顯示吃水深度外，也可作為裝卸時的定位輔助結構。全艦搭載實時監控與姿態控制系統，能保證在縱向與橫向方向上的穩定性，在惡劣海況下仍可完成作業任務。
本艦可執行海上大型裝備的運輸與投送任務，包含集裝箱、兩棲載具、氣墊登陸艇等，具備無碼頭條件下直接裝卸的能力。

## 服役歷史
2015年7月10日，「東海島」號正式服役，舷號為868，隸屬南海艦隊。
2017年7月，飲馬湖號（時名東海島）與井岡山號綜合登陸艦共同執行運輸任務，將駐吉布地保障基地的解放軍部隊投送至海外，完成中國首次海外駐軍部署。

## 現代化與訓練
2023年1月，飲馬湖號首次公開夜間與惡劣海況下的裝載與潛浮訓練畫面，展現全天候、複雜條件下的任務能力。
同年9月，該艦完成首次夜間潛浮與裝載操演，強化海上快速反應與夜間作戰支援能力。